# Oudtshoorn

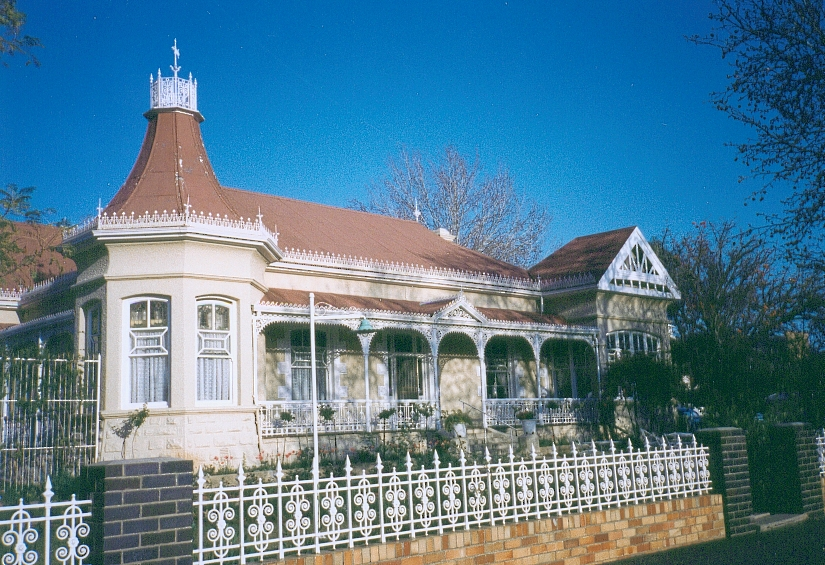
En gammal byggnad i Oudtshoorn.

Oudtshoorn är en stad i Västra Kapprovinsen i Sydafrika och är med sina 61 507 invånare vid folkräkningen 2011 (inklusive Bongolethu och Bridgeton) den största staden i Little Karooregionen. Hela kommunen hade 95 933 invånare vid samma tidpunkt. Oudtshoorn är centrum i den region med den största koncentrationen av strutsar i världen och staden har specialiserat sig på strutsuppfödning.

## Historik
Oudtshoorn är uppkallad efter Pieter van Rheede van Oudtshoorn som 1772 valdes till guvernör över Kapkolonin, men dog under resan dit. Området befolkades ursprungligen av sanfolket, som lämnat många grottmålningar i de omgivande Swartbergen. De första européerna kom till området i januari 1689. Nederländska reformerta kyrkan byggde en kyrka i närheten av Grobelaarfloden 1839 och staden kom att växa upp runt denna. Under en tid invandrade många judar, främst från Litauen, och staden kallades i judiska kretsar för "Afrikas Jerusalem".

### Första strutsboomen

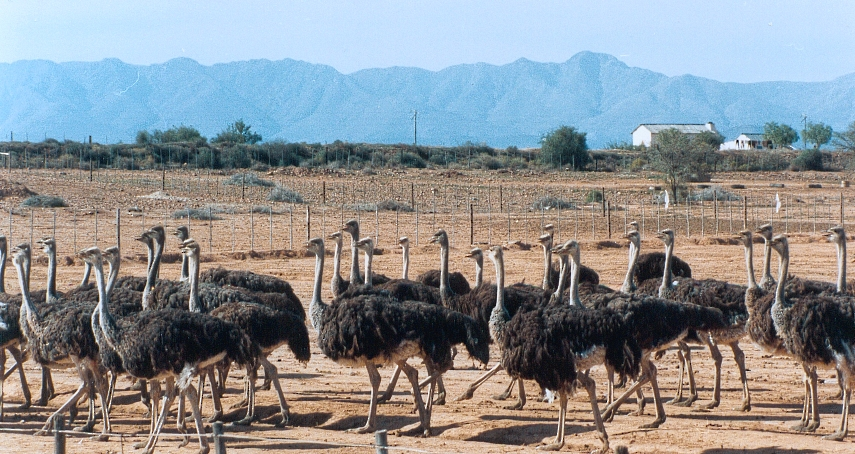
Strutsar i Oudtshoorn.

Huvudorsaken till att strutsarna blev populära var att fjädrarna var högsta mode i Europa, där de främst användes i hattar. Mellan 1875 och 1880 kunde strutsarna kosta 1 000 brittiska pund paret. Regionens bönder insåg att strutsarna var betydligt mer vinstgivande än andra varor och slutade odla andra grödor för att kunna odla blålusern, som användes som föda åt strutsarna. Vinsterna gjorde att den nederländska reformerta kyrkan kunde färdigbyggas och den invigdes den 7 juni 1879.
På grund av överproduktion minskade strutsindustrin kraftigt 1885, och läget förvärrades när staden drabbades av svåra översvämningar samma år som spolade bort Victoriabron som byggts över Olifantfloden året innan.

### Andra strutsboomen
Strutsindustrin återhämtade sig långsamt och det var inte förrän efter andra boerkrigets slut 1902 som en andra och större boom började. Boomen kulminerade 1913 innan den kollapsade 1914 och fick regionens ekonomi i botten och de flesta bönderna att återgå till mer traditionella grödor.

## Afrikaans
C. J. Langenhoven, stadens mest berömda invånare, blev populär under tiden efter kollapsen och anses av många vara afrikaans fader.

## Oudtshoorn i dag
Dagens Outshoorn är en stor och modern stad som mestadels lever på turism, jordbruk och den alltid närvarande strutsindustrin. Sydafrikas största afrikaansspråkiga kulturfestival anordnas årligen i staden.

## Kända personer från Oudtshoorn
- Skipper Badenhorst - rugbyspelare
- Kabamba Floors - rugbyspelare
- Arthur Nortje - poet
- Sid O'Linn - cricketspelare
- Pauline Smith - författare
- Percy Sonn - jurist och cricketadministratör